# Angela Brazil
Angela Brazil (Preston, 30 de noviembre de 1868 – Coventry, 13 de marzo de 1947) fue una escritora inglesa, una de los primeras autoras de las llamadas «historias modernas de internados femeninos», escritas desde el punto de vista de los personajes y orientadas al entretenimiento más que a la educación moral. Publicó cerca de 50 novelas para chicas en la primera mitad del siglo XX, de las cuales la gran mayoría fueron historias de internados. También publicó varios relatos breves en revistas.
Sus libros obtuvieron éxito comercial y eran commúnmente disfrutados por chicas en la pubertad y adolescencia e influyeron en otros autores. Aunque el interés por las historias de internados femeninos se redujo a partir de la II Guerra Mundial, sus libros continuaron siendo populares hasta los años 60. En su etapa de mayor popularidad, determinadas figuras de la autoridad los veían como una posible influencia negativa en los estándares morales de la sociedad y, en algunos casos, fueron prohibidos por las directoras de varias escuelas femeninas británicas.
Realizó una gran contribución al cambio del estilo y la naturaleza de la ficción para chicas. Presentaba un punto de vista de chicas jóvenes, activas y conscientes de la época que las rodea; consideraba la adolescencia como período de transición y aceptaba que las chicas tuviesen intereses y preocupaciones comunes que se podían compartir. Sus historias, innovadoras en la época en la que aparecieron, han dejado su impronta en autores de décadas más recientes. Muchos de sus motivos y argumentos comunes se han vuelto estereotipos y hoy día están sujetos a parodias.
- Datos: Q4762392
- Multimedia: Angela Brazil / Q4762392